# Stanisław Daniluk-Daniłowski
Stanisław Daniluk-Daniłowski (ur. 13 marca 1896 we wsi Załucze, zm. 18 stycznia 1955 w Poznaniu) – generał brygady Wojska Polskiego.

## Działalność niepodległościowa
W latach 1914–1917 był podoficerem 2 i 3 pułku piechoty Legionów Polskich, a wcześniej uczestnikiem polskiego ruchu niepodległościowego na terenie zaboru austriackiego.

## Służba w Wojsku Polskim
W czasie wojny z bolszewikami dowodził kompanią strzelecką w 7 pułku piechoty Legionów. We wrześniu 1922 przeniesiony został do 44 pułku piechoty Strzelców Kresowych, w którym między innymi dowodził batalionem. Od maja 1928 do stycznia 1930 pełnił służbę w Sztabie Dowództwa Okręgu Korpusu Nr VI we Lwowie na stanowisku referenta wyszkolenia bojowego. W międzyczasie (maj–listopad 1929) ukończył kurs oficerów sztabów w Centrum Wyszkolenia Piechoty w Rembertowie. Następnie dowodził batalionem w 19 pułku piechoty „Odsieczy Lwowa”, a od listopada 1931 batalionem w Korpusie Kadetów Nr 1 im. Marszałka Józefa Piłsudskiego we Lwowie. Od 26 sierpnia 1938 do 24 sierpnia 1939 był ostatnim komendantem Korpusu Kadetów Nr 1 im. Marszałka Józefa Piłsudskiego we Lwowie.
W kampanii wrześniowej pełnił służbę w Sztabie Grupy gen. Leona Billewicza na stanowisku I oficera. W dniach 16–17 września 1939 uczestniczył w bitwie pod Beresteczkiem.
W okresie od 21 września 1939 do 19 listopada 1944 był internowany w Egerze na Węgrzech, a do 22 kwietnia 1945 był jeńcem oflagu w Genschagen pod Berlinem.
14 lipca 1945 ponownie został przyjęty do Wojska Polskiego i zweryfikowany w stopniu podpułkownika. Powierzono mu stanowisko zastępcy dowódcy 33 pułku piechoty do spraw liniowych. 11 listopada 1945 objął dowództwo 27 pułku piechoty, a 27 listopada 1946 dowództwo 11 Dywizji Piechoty. Od maja 1947 do 12 listopada 1947 był dowódcą 16 Kaszubskiej Dywizji Piechoty. 13 listopada 1947 został mianowany dowódcą Okręgu Wojskowego nr II we Wrocławiu. 10 marca 1949 został przeniesiony na niższe stanowisko służbowe – dowódcy 2 Korpusu Piechoty. 26 maja 1950 został zwolniony z zajmowanego stanowiska i urlopowany. 2 lipca tego roku przeniesiony został w stan spoczynku. 1 września 1950 rozpoczął pracę na stanowisku dyrektora administracyjnego Wyższej Akademii Ekonomicznej w Poznaniu.
Został pochowany na Cmentarzu Junikowo w Poznaniu (pole 3-B-5-3).

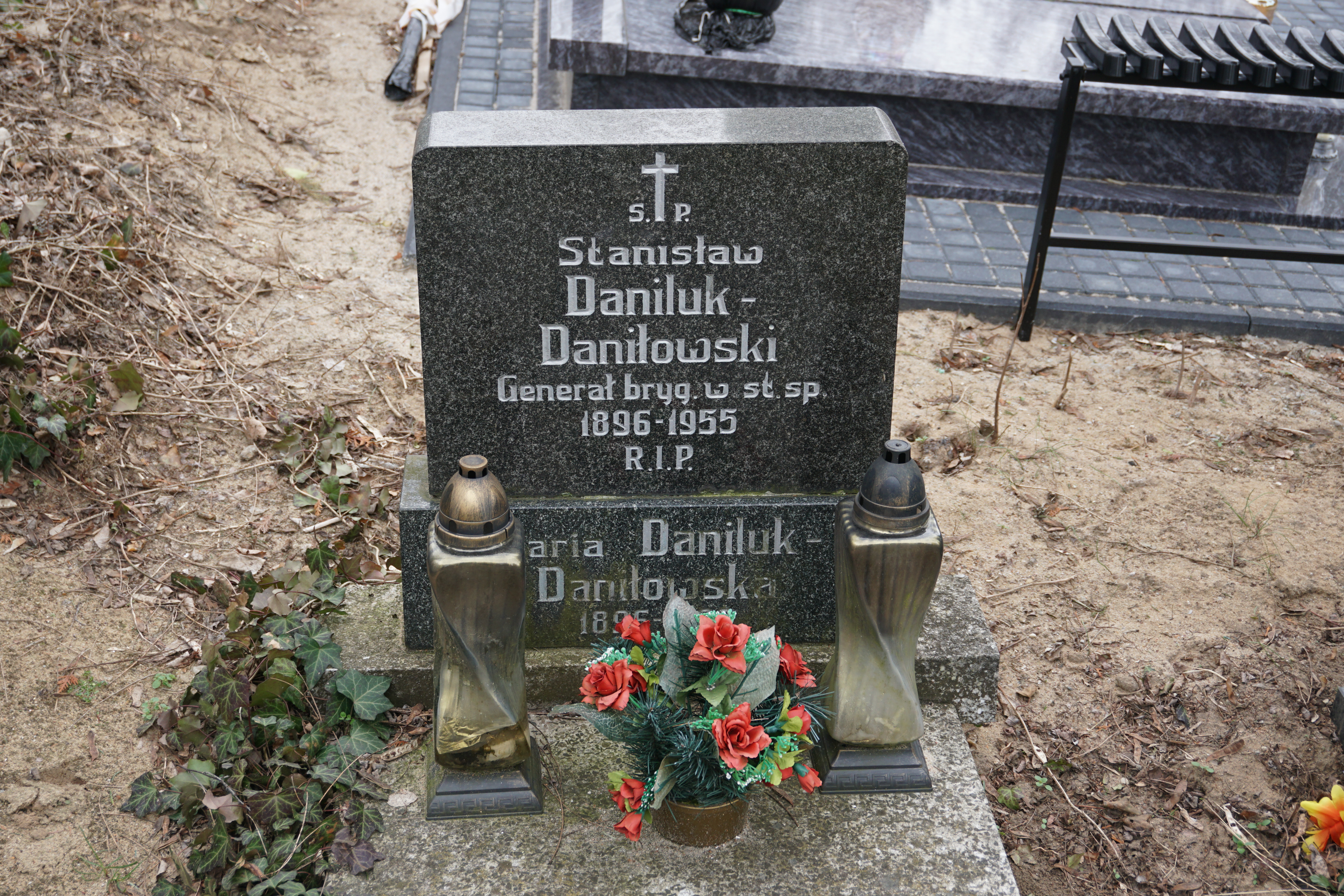
Grób generała Stanisława Daniluka-Daniłowskiego na Cmentarzu Junikowo w Poznaniu

## Awanse
- podporucznik – 1918
- kapitan – 3 maja 1922 zweryfikowany ze starszeństwem z dniem 1 czerwca 1919
- major – ze starszeństwem z dniem 1 stycznia 1931
- generał brygady – 1947

## Życie prywatne
Był żonaty z Marią z domu Skliwa (1900–1988).

## Ordery i odznaczenia
- Krzyż Niepodległości (9 listopada 1931)[3]
- Krzyż Kawalerski Orderu Odrodzenia Polski (30 maja 1946)[4]
- Krzyż Walecznych (czterokrotnie)
- Złoty Krzyż Zasługi (11 listopada 1936)[5]
- Medal Pamiątkowy za Wojnę 1918–1921
- Medal Zwycięstwa i Wolności 1945
- Medal 10 Rocznicy Wojny Niepodległościowej (Łotwa)[6]